# 減災
減災（げんさい）とは、災害時において発生し得る被害を最小化するための取り組みである。防災が、被害を「防」ぐという字をあて、被害を出さないことを目指す印象を与えるのに対して、減災とはある程度の被害の発生を想定した上で、その被害を低「減」させることを強調するものである。

## 概要
それまでの防災は、あくまで被害を出さないためにまんべんなくコストをかける、いわば保険のような発想で行われていた。しかし、東日本大震災など、大規模な災害が発生すると、その地域の防災力を上回る被害が起こることがあり、被害を完全に防ぐことは不可能であったため、発生が想定される全ての被害を食い止めようとすると、いくらコストをかけても間に合わないことが明白となった。また、「防災」とは災害が発生した後のことを重視している。しかし、「減災」で重要なことは、発生前の平常時、いかに被害を減らすための対策を講じるかである。
そこで、いかなる対策をとったとしても被害は生ずるという認識のもと、災害時において被害の程度が大きいと想定される課題に対して、限られた予算や資源を集中的にかけることで、結果的に被害の最小化を図ろう（≒人命が失われるという最悪の事態だけは何としても避けよう）という発想が生まれた。これが減災の発想であり理念である。
ただ、災害における地域の弱点を発見し対策を講じても、行政単独で対策をとるだけでは減災は達することができない。災害時に最も被害を受けるのは他でもない地域に住む市民自身であるからである。そのため、近年は行政と市民が協働で地域の防災力を向上させようという防災まちづくり事業が多くの市町村において取り組まれるようになり、減災は防災まちづくりにおける一つの戦略として浸透した。

### 歴史
概念・用語としては河田恵昭が早くから提起しており、河田は減災と似た「縮災」という表現も使っている。
東日本大震災（2011年）後には広く定着し、政府の災害対策やその啓発で正式に用いられたり、「名古屋大学減災連携研究センター／減災館」のように減災を名称にいれた機関・施設が作られたりしている。

## 対応する英語
英語において防災は、disaster prevention（災害の予防を重視する）, disaster management（防災・減災・応急対応・復旧復興までを含む広い意味での防災全般を対象とする。マネジメントは管理）と翻訳され、減災では、disaster mitigation, disaster reduction, disaster risk reduction (DRR)  が使われる。
災害（disaster） を軽減（reduce） するのはおかしいという意見もあり、災害危機（disaster risk） を軽減するという disaster risk reduction (DRR) という言葉がよく使われるようになってきている。被害軽減（damage reduction）という用語も使われる。類語としてdamage control （ダメージコントロール）があるが、これは事後の措置（応急処置）を対象とする。災害原因事象（地震、台風、火山噴火、竜巻など）はハザード（hazard）、それによってもたらされる負の効果を災害（disaster）という。disaster は、直接被害、間接被害、二次被害なども含む広い概念である一方、damage は直接被害のみを指す。経済被害の場合は経済損失（economic loss）という。一般に「災害の防止軽減」という場合には disaster prevention and mitigation が使われてきた。

## 減災対策法とその一例

### 一例
- 避難訓練
- 防災訓練
- ハザードマップ
- タイムライン (防災)
- インシデント・コマンド・システム

地震
- 耐震、制震
- 感震ブレーカー
- エキスパンションジョイント

津波
- 津波警報システム

暴風・台風
- 防風林

### 災害対策組織
- 自主防災組織
- 自衛消防組織
- 自衛防災組織
- 日本自然災害学会

### 災害関連
- 自然災害
- 台風、地震、津波、森林火災
- 災害記念碑
- 起震車
- 長周期地震動
- 緊急地震速報